# Ураваш
Ура́ваш (чув. Урваш, Уравăш) — река в России, протекает в Шумерлинском, Аликовском и Вурнарском районах Чувашской Республики. Правый приток реки Хирле́п.

## География
Река Ураваш берёт начало в 1 км к западу от деревни Кадеркино Шумерлинского района. Течёт на восток по открытой местности. Устье реки находится к югу от деревни Задние Хирлепы Аликовского района, в 12 км по правому берегу реки Хирлеп. Длина реки составляет 13 км (по другим данным — 14,7 км), площадь водосборного бассейна — 45,7 км². Коэффициент густоты речной сети 0,4 км/км². Имеет 4 притока. 

В бассейне реки и её притоков расположены деревни Кадеркино, Луговая, Эшменейкино, Вторые Ялдры, Пюкрей Шумерлинского района, Эпшики, Ойкасы Вурнарского района.

## Данные водного реестра
По данным государственного водного реестра России относится к Верхневолжскому бассейновому округу, водохозяйственный участок реки — Цивиль от истока и до устья, речной подбассейн реки — Волга от впадения Оки до Куйбышевского водохранилища (без бассейна Суры). Речной бассейн реки — (Верхняя) Волга до Куйбышевского водохранилища (без бассейна Оки).
Код объекта в государственном водном реестре — 08010400412112100000094.

## Название
Мар. ур «белка». Формант -ваш в финно-угорских языках применяется в значении «река, ручей».— Географические названия Чувашской Республики

## Хозяйственное использование и экология
Воды реки используются для орошения сельхозугодий, в противопожарных и рекреационных целях. На реке образовано несколько крупных прудов. В районе деревни Луговая Шумерлинского района функционирует малое гидротехническое сооружение.